# Струйная мельница
Струйная мельница — разновидность мельниц, используемая для получения ультрадисперсных продуктов сухим способом. Измельчение происходит при столкновении частиц об частицы в псевдоожиженном слое (аэрозоле), потоками воздуха или пара высокого давления.
Струйные мельницы применяют для измельчения керамических и абразивных материалов, фармацевтических субстанций, минеральных наполнителей композиционных материалов и др. Современные струйные мельницы обеспечивают толщину помола d97 от 0,7 мкм до d97 = 100 мкм, что примерно соответствует среднему размеру частиц от 200 нм до 50 мкм. Диапазоны производительности составляют от единиц килограмм до нескольких тонн в час. Отличительными чертами струйных мельниц являются большой срок службы, возможность получения продукта высокой чистоты, обладающего большой удельной поверхностью.

## Устройство и принцип действия
Измельчение материала в струйной мельнице происходит в размольной камере, в которую подают сжатый воздух или перегретый пар. Мелющий поток через сопла поступает в камеру измельчения, где формирует аэрозоль из твёрдого измельчаемого вещества, называемый псевдосжиженным слоем. Вокруг струй мелющего воздуха происходит интенсивная циркуляция частиц. Типичные скорости входящих в псевдоожиженный слой потоков мелющего воздуха в струйных мельницах составляют 400—700 м/с (обычно около 600 м/с), а в паровых мельницах скорость потока мелющего пара может достигать 1200 м/с. Мелющий поток является сверхзвуковым, что обуславливает сложную локальную динамику ускорения частиц воздухом и распределения вещества в струях. При входе потока воздуха в псевдоожиженный слой материал вовлекается в поток и ускоряется до скорости потока. Во время вовлечения частиц материала в поток происходят интенсивные столкновения частиц друг с другом. Такие столкновения обусловлены различными скоростями частиц в самом потоке, разными размерами частиц и разными точками входа в поток. В зоне входа частиц в аэрозоль происходит измельчение ~70 % материала, оставшиеся 30 % измельчаются при встрече, смене направления или отражении частиц, двигающихся в мелющем потоке.
По строению рабочей камеры современные струйные мельницы делят на два типа — струйные мельницы с псевдоожиженным слоем и спиральные (плоскокамерные) струйные мельницы. Рабочая камера струйной мельницы с псевдоожиженным слоем имеет цилиндрическую форму. Мелющие сопла расположены на одном уровне по высоте, ближе к дну камеры, так, чтобы мелющие потоки компенсировали друг друга, исключая износ стенок камеры и эффективно создавали псевдоожиженный слой. Такой принцип устройства размольной камеры является наиболее универсальным и самым износостойким. Минусом такой схемы является то, что на дне камеры могут скапливаются компактные куски материала. Это обуславливает требования к входному размеру частиц.
К достоинствам мельницы с псевдоожиженным слоем следует отнести очень небольшое абразивное действие материала на камеру мельницы, в большинстве случаев износ мельницы может быть полностью устранён или сильно снижен. Обычно в установках для размола минерального сырья, содержащего абразивные примеси (например, корунд), применяют керамические сопла и футеровку камеры и труб системы разгрузки мельницы. Корпус и трубопроводы футеруют полиуретаном, корундовой плиткой, реже применяют оксид циркония и карбид вольфрама. Замену износостойких элементов проводят по фактическому состоянию.
В спиральных (плоскокамерных) струйных мельницах мелющие сопла расположены на внешней стенке плоской цилиндрической камеры, таким образом, чтобы создавать поток, направленный по кругу, создавая высокоинтенсивное круговое движение аэрозоля в размольной камере. Такая схема устройства камеры менее износостойка чем схема с псевдоожиженным слоем. Тем не менее, такая мельница имеет ряд существенных преимуществ. Камера мельницы не забивается при размоле порошков с высокой плотностью и электризуемостью, проблема налипания порошков отсутствует. Сильные центробежные силы, действующие на частицы, аэрозоля вызывает увеличение его плотности, что улучшает поглощение энергии мелющих потоков. При равной производительности объём рабочей камеры спиральной мельницы в десятки раз меньше объёма камеры мельницы с псевдоожиженным слоем. В совокупности эти факторы определяют применение таких мельниц в фармацевтической промышленности, то есть размоле органических соединений до ультрадисперсного состояния. В случае размола органического сырья износ мельниц отсутствует, либо обусловлен содержанием абразивных примесей.
Поступающий в струйную мельницу мелющий воздух или пар используют для транспортировки ультрадисперсной фракции из мельницы. Типовые давления мелющего воздуха составляют 4-10 бар (абс.), пара 35-45 бар и даже выше. Мельницы конструируют таким образом, чтобы эффективное давление в корпусе мельницы была незначительно выше атмосферного, с тем, чтобы энергия мелющих потоков утилизировалась эффективнее, а пылевидные частицы не поступали в подшипниковые узлы и прокладки корпуса. Скорость выходящего воздушного потока должна быть достаточной для транспортировки частиц требуемой фракции. Такой принцип вывода продукта из размольной камеры обуславливает верхнюю границу размера частиц продукта. Вертикальный поток воздуха в корпусе мельницы с псевдоожиженным слоем не может эффективно транспортировать частицы размером, например, 200 микрон.

## Устройство современных струйных мельниц
Установка для струйного измельчения кроме самой мельницы содержит другие узлы, необходимые для обеспечения эффективной работы мельницы загрузки и разгрузки продукта. Обычно продукт загружают в мельницы через тактовый шлюзовик. Дозирование осуществляют либо взвешиванием мельницы с материалом, либо по потреблению тока классификатором, либо методом постоянного дозирования некоторого количества материала. Особенности устройства струйных мельниц диктуют требования к загружаемому материалу. Для небольших мельниц средняя частица должна иметь размер 1-2 мм или менее, крупные установки рекомендуют загружать частицами менее 5 мм. Размер частиц на входе в мельницу слабо влияет на её производительность, особенно если на выходе требуется получать ультрадисперсный продукт.

## Классификация частиц
Современные струйные мельницы кроме размольной камеры имеет интегрированный классификатор частиц, отбирающий частицы требуемой тонины помола. В мельнице с псевдоожиженным слоем мелющие потоки встречаются в центре камеры, часть потоков уходит вниз, поднимая продукт со дна мельницы, суммарный поток воздуха направлен вверх. На выходе из размольной камеры находятся направляющие поверхности, обеспечивающие равномерное течение воздуха и продукта вверх. По мере движения вверх крупные частицы оседают под действием силы тяжести, более мелкие частицы продолжают движение вверх вместе с воздухом покидающим мельницу. Поднимаемый воздухом материал сортируют в специальном узле, удаляющем частицы со слишком большой массой. Такой узел называют классификатором. Обычно, классификатор монтируют над размольной камерой и располагают в одном корпусе с мельницей. Конструктивно классификатор представляет собой вращающейся ротор с лопатками, расположенными вдоль радиуса вращения. Поток воздуха с материалом попадает внутрь ротора только через лопатки. Дно ротора представляет собой кольцо с поддуваемым лабиринтным уплотнением и служит для вывода продукта из мельницы через центральное отверстие. В рассмотренном случае, через боковой отвод в корпусе, находящийся ниже ротора классификатора. Верхняя часть ротора классификатора сплошная и соединена с валом электродвигателя. Таким образом, частицы испытывающие достаточные центростремительные силы покидают мельницу. Центростремительные силы обусловлены спецификой движения частиц в потоке воздуха, их сечением и формой. С технической точки зрения, классификатор представляет собой центрифугу, транспортировка частиц через которую обеспечивается аэродинамическими силами. Двигатель, приводящий в движение ротор классификатора совершает работу по ускорению воздуха и материала поступающих в мельницу до скоростей, при которых мельницу покидает материал желаемой дисперсности. При повышении частоты вращения ротора классификатора размер частиц покидающих мельницу снижается. Таким образом, тониной помола струйной мельницы можно управлять простым изменением скорости вращения классификатора, даже прямо во время работы.
Наиболее надежной схемой компоновки классификатора является осесимметричное расположение крыльчатки классификатора, при этом вращение крыльчатки происходит в горизонтальной плоскости. Такая компоновка обеспечивает равномерность потоков, поступающих к классификатору. Диаметры роторов классификаторов составляют от нескольких сантиметров до метра и более. Лопатки классификатора выполняют из износостойких материалов, таких как окись циркония или карбид вольфрама. В случае измельчения органических соединений их выполняют из нержавеющей стали. Скорость движения лопаток классификатора обычно стараются делать невысокой, с тем, чтобы уменьшить абразивное воздействие на лопатки. Типовые скорости внешеней части лопаток классификатора составляют до 150 м/с. В любом случае, сверхзвуковая и близкая к ней скорость движения лопаток являются нежелательными, это снижает производительность классификатора, а при приближении к скорости звука характер обтекания частиц разгоняемым воздухом резко изменяется и лопатки классификатора начинают испытывать чрезмерное абразивное воздействие. Классификатор должен иметь достаточно большой радиус, более того, большие расстояния, преодолеваемые частицами в лопатках позволяют получать более узкие фракции. Современные классификаторы могут иметь расширяющийся гиперболическое сечение внутреннего канала между лопатками. Это делается для того, чтобы скорость потока воздуха вдоль радиуса крыльчатки падала в той же мере что и центростремительное ускорение проходящих частиц. Это позволяет создать некоторую область, в которой происходит классификация, что приводит к снижению влияния динамики движения частиц на классификацию и позволяет классифицировать аэрозоль с более высоким массовым содержанием твёрдых частиц.

## Система аспирации
Прошедший классификатор продукт вместе с воздухом под незначительным давлением поступает по трубам в систему аспирации мельницы. Система аспирации включает в себя воздушный фильтр, способный пропустить воздух, в количестве, потребляемом компрессором на входе в установку. Для снижения нагрузки на фильтр часто используют циклонный сепаратор. В циклонном сепараторе воздух движется сверху вниз по спирали, совершая несколько витков. Сечение канала по которому идёт воздух с продуктом постепенно уменьшается, уменьшается и радиус витка совершаемого потоком воздуха. Отделение продукта от воздуха происходит за счёт центростремительных сил, действующих на аэрозоль. Продукт отбирают снизу через тактовый шлюзовик. Оставшийся в воздухе продукт забирают из фильтра. В случае необходимости циклон футеруют. Фильтр представляет собой герметизированную ёмкость, в которой находятся рукавные элементы. В зависимости от специфики могут быть применены различные материалы — мембранные для фармацевтики, антистатические для воспламеняющихся продуктов, высокотемпературные и др. Обычно фильтр имеет систему стряхивания продукта. Ресурс фильтра достаточно большой, замену элементов производят по фактическому состоянию. Площади поверхности фильтров составляют от 7-8 квадратных метров до нескольких сотен квадратных метров. Воздух из фильтра откачивают дополнительным высоконапорным вентилятором.
Система аспирации струйной мельницы должна обеспечивать высокую пропускную способность по воздуху. На практике, система аспирации должна обеспечить заданное давление на выходе из струйной мельницы, с тем, чтобы классификатор функционировал при заданном перепаде давлений между размольной камерой и системой вывода продукта.

## Силовая установка
Помол в струйной мельнице осуществляют сжатым воздухом или паром. Сжатый воздух получают в винтовом компрессоре. Наиболее пригодными являются двуступенчатые винтовые компрессоры с промежуточным охлаждением воздуха. Воздух, выходящий из компрессора должен быть безмасляным и не содержать влаги способной к конденсации. В целях повышения КПД струйных мельниц можно использовать горячий воздух, который имеет больший объём, чем воздух охлажденный в интеркулере при том же давлении. Так же используют одноступенчатые компрессоры, имеющие более высокий КПД, если тепловую энергию, получаемую при сжатии воздуха не отбрасывают.
Вместо воздуха возможно использования пара. Пар получают испарением воды в паровом котле, работающем на любом из видов топлива — природном газе, мазуте, угле. Поскольку вода имеет значительную энтальпию испарения, применение пара становится выгодным только при давлениях пара в 40 бар и выше. Если существует техническая возможность работы с давлением выше 40 бар, то высокий КПД парового котла начинает радикально улучшать эффективность установки в целом, потребляя тепловую энергию с фактическим КПД в 90 % и даже выше.

## Области применения струйных мельниц
Струйные мельницы имеют ряд решающих преимуществ над другими типами мельниц, что обуславливает их применение в ряде отраслей. К достоинствам струйных мельниц относятся:
1)лучшая дисперсность помола для всех сухих методов измельчения,
2)возможность получать высокочистый продукт без примесей,
3)сильное увеличение удельной поверхности,
4)возможность молоть термочувствительные продукты, например, парафин,
5)быстрый переход с продукта на продукт, регулировка тонины помола,
6)возможность измельчать абразивные материалы.
Всё это делает струйное измельчение незаменимым в фармацевтике, производстве керамики, пигментов, чистых веществ, измельчении высокоабразивных материалов и др. Материалы, полученные струйным измельчением, имеют ряд отличительных особенностей. Измельчение происходит из-за соударений частиц друг с другом. При таких соударениях получаются микрочастицы с острыми гранями, что обуславливает сильное увеличение удельной поверхности. Также значительно снижается насыпная плотность материала. Многие материалы частично сохраняют свою микроструктуру, например, слоистую структуру сохраняют графит, слюда, сульфид молибдена. Таким образом, струйное измельчение может приводить к получению материалов с новыми свойствами. В процессе измельчения идёт интенсивное образование новой поверхности и интенсивное перемешивание частиц. Эти условия являются оптимальными для химической модификации вновь образующейся поверхности.

## Энергоэффективность и экономичность струйного измельчения
Сильным сдерживающим фактором применения струйных установок является их невысокий КПД. Типовой КПД компрессора современной установки для струйного измельчения составляет 45-58 %. Конструктивные возможности повышения КПД, очевидно, исчерпаны. Результирующий выход продукта ниже, чем в шаровых мельницах, использующих прямой привод, особенно если требуется получение частиц крупнее 20-30 микрон. Прирост КПД может быть получен оптимизацией процесса подготовки воздуха, а именно, отсутствием промежуточного охлаждения при сжатии, что приводит к увеличению скорости мелющей струи на 30-60 %. Таким образом, одно из направлений увеличения КПД струйных мельниц — увеличение температур мелющего воздуха, то есть сжатие воздуха без охлаждения.
Альтернативный вариант снижения затрат — применение перегретого пара. Такие мельницы не обладают высоким КПД из-за потери на энтальпию испарения воды. Фактический КПД паровой мельницы достигает обычного для компрессорной установки значения только при давлении пара более 40 бар. Снижение стоимости измельчения достигается не повышением КПД, а переходом с электрической энергии на использование энергоносителей, например, природного газа. Энергетическая компонента затрат падает в 4-5 раз, стоимость газа в этом случае ниже чем затраты на электроэнергию на любом другом типе мельниц с такими же параметрами.
Оба варианта снижения затрат предполагают сильное изменение температурного режима. На таких мельницах невозможно измельчать легкоплавкие и термолабильные вещества, а сами энергосберегающие технологии ориентированы на переработку недорогого минерального сырья, где стоимость оборудования и энергии сказываются особенно сильно.
В прочих отраслях струйные мельницы конкурируют с шаровыми и вибрационными мельницами при получении частиц размером менее 20-30 микрон. При получении более мелких порошков преимущества вибрационных и шаровых мельниц исчезают и начинают проявляться их недостатки. С уменьшением размера получаемых частиц резко возрастает намол шаров. При снижении размера частиц отбираемых из мельницы, энергия, потребляемая мельницей на килограмм продукта, растёт экспоненциально. Производительность мельницы также экспоненциально падает, для вибрационной и шаровой мельниц это означает рост доли продуктов намола по тому же экспоненциальному закону.
При получении частиц размером 2 микрона типовые фактические энергозатраты (установки в целом) могут достигать 3-5 кВт*ч/кг. В отдельных случаях 10 кВт*ч на килограмм не являются пределом. Например, получение порошка карбида вольфрама весьма энергоемко, особенно, если речь идёт о измельчении монокристаллов крупных размеров. Изменение технологии получения и переход к задаче деагломерации и разрушения дефектных кристаллов могут дать выигрыш в 3-5 раз и более по энергоёмкости и по производительности.

## Другие типы струйных мельниц
Известно несколько типов струйных мельниц, не получивших широкого распространения. К таким мельницам относятся мельницы с кольцевой камерой, противоточные струйные мельницы, струйные мельницы ударного действия. Мельницы с кольцевой камерой имеют вертикальную овальную или тороидальную камеру, при этом, сопла находятся внизу. Во время работы такой мельницы аэрозоль циркулирует покругу, проходя область расположения сопл. Мельницы относительно сложны в настройке и управлении дозированием.
Противоточные струйные мельницы ускоряют материал двумя соплами, работающими навстречу. Дизайн таких мельниц предполагает измельчение при встрече потоков частиц. Такие мельницы могут иметь устройства подачи материала к соплам. КПД такого способа измельчения считается невысоким.
Струйные мельницы ударного действия предполагают направление струи воздуха с частицами на преграду, например, на диск из твёрдого сплава. Большие скорости потока приводят к интенсивному износу диска. Данный тип позволяет устойчиво измельчать материалы невысокой твёрдости.